# Al-Hala Chass Hibal
Al-Hala Chass Hibal – miejscowość w Syrii, w muhafazie Ar-Rakka, w dystrykcie Ar-Rakka. W 2004 roku liczyła 2210 mieszkańców.